# Sferies
Les sferies, sfereets, ou speriettes (arabe : سفاريس) sont des beignets algériens au sirop au miel.

## Préparation
Ces beignets sont préparés par les juifs d'Alger lors de la pessah. Les sferies doivent être préparés à base de farine d'azyme car, durant la pâque juive, il est interdit de manger de produits à base de levain.